# Loi Niel
Pour les articles homonymes, voir Niel.
La loi Niel est une loi proposée par Napoléon III pour réformer et moderniser l'armée française.

## Une volonté de réformer l'armée française afin de contrer les Prussiens
Napoléon III désire réformer le système de l'armée française afin de pouvoir lutter à armes égales contre les troupes prussiennes qui ont manifesté leur supériorité lors de la victoire de Sadowa en juillet 1866. Le système militaire prussien est basé sur le service obligatoire. En effet, tous les hommes entre vingt et quarante ans doivent effectuer leur service militaire à raison de trois ans dans l'armée active et de quatre ans dans la réserve.
En 1866, la Prusse peut réunir 730 000 hommes instruits (qui ont reçu un enseignement militaire) dont 356 000 sont engagés dans les opérations. À la même époque en France le ministre de la guerre, le maréchal Randon, déclare pouvoir disposer de 655 000 hommes dont 385 000 actifs. Cependant, les réservistes ne sont pas prêts au combat et une grande partie des actifs opèrent à l'étranger (Algérie, Mexique). Finalement, en avril 1867, le maréchal Niel, le successeur de Randon ne pense pouvoir disposer que de 200 000 hommes face au Rhin.
Cette volonté de réorganiser l'armée française tient en l'admiration qu'éprouve Napoléon III pour le système prussien. Face à l'infériorité de l'armée française Napoléon III y voit une occasion de faire accepter des réformes militaires.

## Une loi qui s'avère différente du projet initial
Avant le projet de Niel, le recrutement est effectué par le tirage au sort : les mauvais numéros sont engagés dans l'active, les bons numéros y échappent. Pour échapper à ce système, il existe la pratique de l'exonération depuis 1855 : les personnes ne voulant pas incorporer l'armée versaient à l'État une somme ou entraient dans la réserve en nommant un remplaçant. 
Le projet Niel pose la création d'une Garde nationale mobile. Elle est constituée de tous les hommes qui échappent au service de l'armée active. Aucun remplacement n'est accepté dans la Garde nationale. La mobilisation passe de sept à neuf ans dont cinq dans l'armée active et quatre dans la réserve. La seule condition pour ne pas en faire partie est d'exercer une activité professionnelle utile à l'État comme ouvrier des manufactures d'armes, mécanicien de locomotives ou encore préposé des douanes. En revanche, l'exonération est autorisée dans l'armée active qui concerne toutes les classes sociales.
Dix-sept mois s'écoulent entre le 15 septembre 1866 quand l'empereur lança le projet et le 4 février 1868 lorsque la loi est votée. Cette loi sort différente par rapport au projet initial. En effet, les parlementaires ont décidé de ne pas réformer certains points. Ainsi, le tirage au sort est maintenu selon la loi Soult de 1832, et le remplacement (remplacé par l'exonération depuis 1855) est rétabli. Les mauvais numéros doivent effectuer un service de cinq ans dans l'active, et quatre ans dans la réserve. Le mariage est autorisé après un an de réserve. La loi maintient donc un principe inégalitaire, les familles aisées pouvant à nouveau recourir au remplacement pour faire échapper leurs enfants à l'obligation militaire.

## Une loi confrontée à l'opposition de l'opinion publique et des parlementaires
Ce projet proposé par le maréchal Niel a soulevé une forte opposition tout d'abord au niveau de l'opinion publique. L'opposition touche toutes les strates sociales. Ainsi le clergé est contre le principe de la caserne qu'il présente comme lieu de perversion pour les hommes. Les ecclésiastiques sont opposés au projet car celui-ci allonge la durée du service et donc le temps passé à l'intérieur de la caserne. Il en est de même pour la population qui se montre hostile à l'allongement du service militaire. Les récoltes sont bonnes cependant il n'y a plus assez de bras, beaucoup de jeunes qui partent à la guerre ne reviennent pas. Les terres ne sont plus cultivées malgré de bons rendements. Enfin la dernière couche sociale dont fait partie les bourgeois se pose aussi en opposition car ils craignent les conséquences de cette réforme sur l'impôt. S'il y a moins de monde pour payer l'impôt, il sera augmenté et leurs patrimoines seront affectés.
Le projet rencontre également des difficultés chez les parlementaires qui conçoivent uniquement des réformes partielles. Ils n'admettent pas une refonte totale du système militaire français car ils sont convaincus de la supériorité du modèle de l'armée professionnelle. Ces oppositions au projet Niel frappent Napoléon III lorsqu'il tente de former une commission chargée de la réforme. L'empereur présente la réforme devant de nombreuses commissions : la Haute Commission militaire, le Conseil d'État et la Commission parlementaire. À partir du 30 octobre 1866, l'empereur réunit une Haute Commission à Saint-Cloud puis à Compiègne, qu'il charge d'élaborer un programme de réforme. Cependant, il la dissout le 12 décembre car il la juge stérile. Le 19 décembre, Napoléon III présente un programme détaillé à un Conseil d'État réticent. Le maréchal Randon préfère démissionner le 20 janvier 1867 plutôt que de présenter la réforme. L'empereur propose son poste de ministre de la guerre à Niel. Ce dernier, avec l'empereur, présentent des programmes successifs de réforme qui seront tous étudiés, critiqués, mutilés, jusqu'à sa forme finale.